# Deponia Doomsday
Deponia Doomsday (с англ. — «Депония: Судный день») — приключенческая видеоигра в жанре point-and-click, разработанная и изданная немецкой компанией Daedalic Entertainment. Является продолжением игры Goodbye Deponia, однако в классическую трилогию не входит, поскольку представляет собой отдельное ответвление истории.

## Игровой процесс
Геймплей игры во многом следует канонам жанра графического квеста — классическое управление point-and-click и инвентарь. Игрок управляет персонажем по имени Руфус и по мере развития сюжета путешествует по детально проработанному миру. Персонаж может общаться с другими NPC, помещать предметы в свой инвентарь и взаимодействовать с различными интерактивными объектами ради дальнейшего продвижения сюжета. Помимо этого, в игре есть множество головоломок и мини-игр.

## Сюжет
Пролог
В начале игры Гоал кратко рассказывает историю «Элизиума». Некогда её предки основали небольшое поселение на планете Депония. Спустя какое-то время поселение разрослось до городка, а позже — до целого города. Технологии совершенствовались, а здания становились всё выше и выше. Жители планеты построили огромную космическую станцию, дали ей название «Элизиум» и улетели на ней в открытый космос. Проходили десятилетия — и вскоре элизианцы стали забывать о своей родной планете, в их сознании они были последними оставшимися в живых представителями Депонии, а сама планета давным-давно превратилась в жалкую свалку, куда сбрасываются отходы. Именно поэтому они захотели взорвать Депонию. Ситуация изменилась благодаря Руфусу, который убедил старейшин «Элизиума», что на планете всё ещё обитают депонианцы — например, он. Руфус гибнет, пытаясь предотвратить уничтожение планеты космической станцией. Ныне никто и не помнит, что Руфус — это герой, некогда пожертвовавший собой ради спасения родной планеты. Заканчивая свой рассказ, Гоал задается вопросом — что бы она изменила, имея возможность путешествовать во времени? Смогла бы она изменить историю в лучшую сторону? После этого игра показывает нам планету Депонию, ныне покрытую льдом из-за ядерной зимы. Там старый Руфус в сопровождении чморлоков прибывает в башню, где заложен снаряд, призванный уничтожить планету. Руфус активирует этот снаряд и взрывает Депонию.
Основная история
Молодой Руфус пробуждается от ночного кошмара. Он собирается отправиться на «Элизиум» на воздушном шаре, для чего упаковывает свои хрустальные бокалы и заходит за своей девушкой Тони. Оказавшись на улице, он испытывает чувство дежа вю. Ему кажется, что всё это уже было однажды — хрустальные бокалы разобьются, а его девушка расстанется с ним. Бокалы действительно разбиваются — их переезжает машина, принадлежащая профессору Макхрониклу, эксперту в области физики времени и четвертого измерения. Профессор представляется Руфусу и сообщает, что его машина — это машина времени, после чего перемещает Руфуса в прошлое, к его ещё целехоньким бокалам. Так продолжается несколько раз — и Руфус осознаёт, что может помнить не только прошлое, но также и будущее. Он вспоминает события трилогии и выдвигает гипотезу, согласно которой временные рамки, в которых происходят события трилогии, ещё не наступили. В дальнейшем вместе с Макхрониклом они попадают в убежище Розового слона, где обнаруживают машину, на которой Слон осуществлял свои межвременные путешествия. На ней они решают отправиться на «Элизиум», однако оказавшись там, они обнаруживают, что станция рухнула прямиком на Депонию, не выдержав дефицита ресурсов. Там же они находят Гоал из будущего, которая узнает Руфуса. Тот всё больше укореняется во мнении, что событиям трилогии только предстоит развернуться. Руфус, Гоал и Макхроникл снова используют машину времени и попадают в нижнюю часть «Элизиума», когда космическая станция ещё была цела. Гоал вспоминает тот день, когда её версия из прошлого вместе с Клитусом отправилась на Депонию, чтобы проверить, не живёт ли там кто. Желая изменить этот день, повлекший за собой цепь событий оригинальной трилогии, она угоняет машину времени, оставляя своих друзей позади. В дальнейшем их ждёт множество путешествий во времени, альтернативных реальностей, временных шкал и петель — и всё ради того, чтобы в очередной раз спасти Депонию от гибели.

## Прием
По данным сайта-агрегатора Metacritic, игра получила «в целом положительные» отзывы. Адам Бек из онлайн-журнала Hardcore Gamer дал игре 3,5 балла из 5, заявив, что игра представляет собой «очаровательное приключение с юмором из оригинальной трилогии, однако головоломки здесь слишком туманны и основаны на методе проб и ошибок».

## Продажи
Летом 2018 года, благодаря уязвимости в защите Steam Web API, стало известно, что точное количество пользователей сервиса Steam, которые играли в игру хотя бы один раз, составляет 123 013 человек.